# Jabrill Peppers
Jabrill Ahmad Peppers (* 4. Oktober 1995 in East Orange, New Jersey) ist ein US-amerikanischer American-Football-Spieler auf der Position des Safeties. Des Weiteren wird er als Kick Returner und Punt Returner eingesetzt. Aktuell spielt er für die New England Patriots in der National Football League (NFL).

## Frühe Jahre
Peppers wuchs in East Orange, New Jersey, auf, und besuchte zunächst die Don Bosco Preparatory High School in Ramsey, New Jersey. Dort spielte er 2 Jahre lang als Cornerback und Runningback und gewann 2 mal die New Jersey State Championship, ehe er auf die Paramus Catholic High School in Paramus, New Jersey, wechselte. Mit seiner neuen Schule gewann er ebenfalls 2 mal die New Jersey State Championship, somit konnte er in allen vier Jahren seiner Highschoolzeit eine Footballmeisterschaft gewinnen. Neben dem Footballsport war Peppers auch im Leichtathletikteam der Schule aktiv und gewann 2013 die Meisterschaft im Staat New Jersey im 100- und 200-Meter-Sprint.

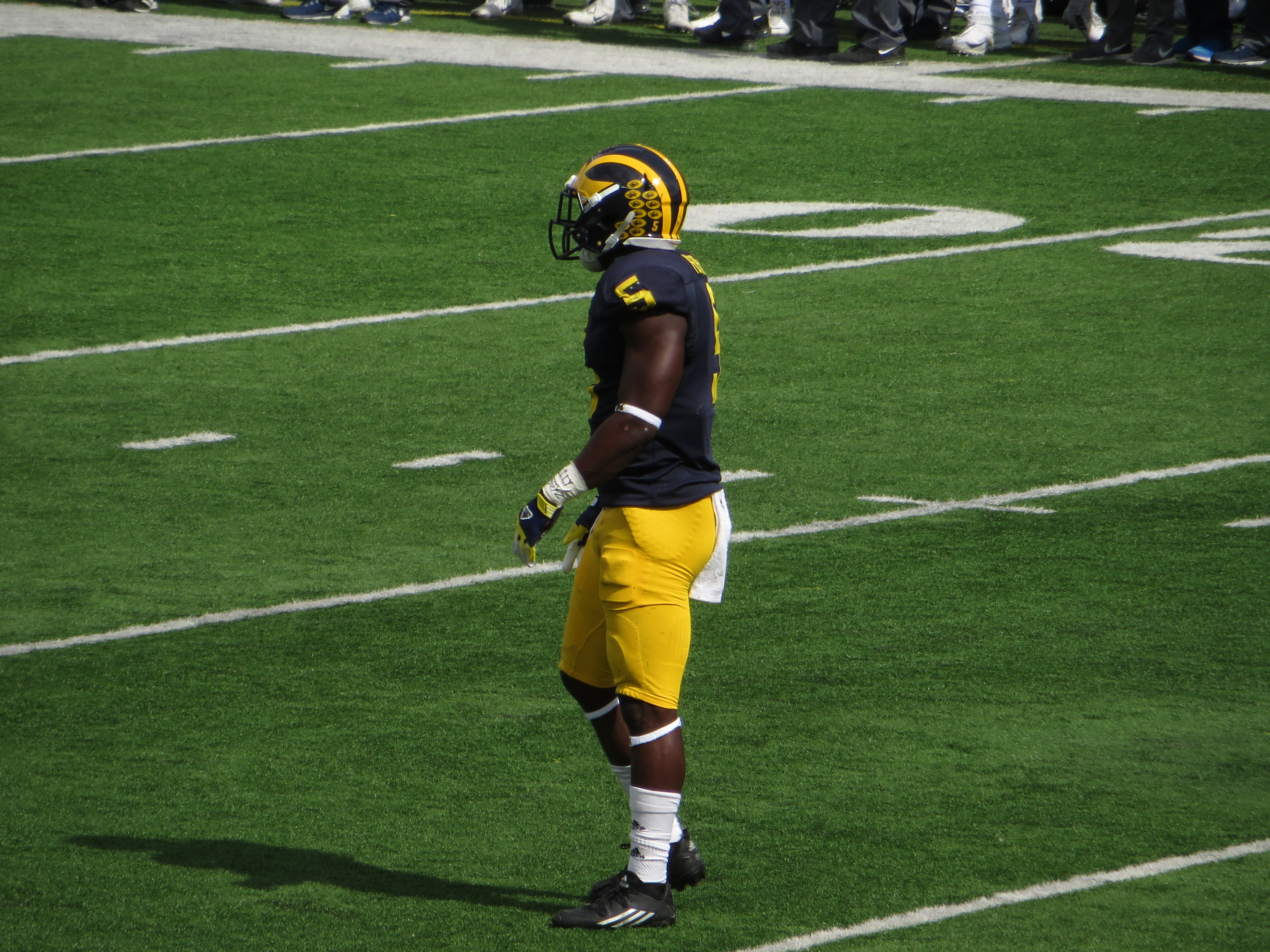
Jabrill Peppers für die Michigan Wolverines (2015)

Während seiner Highschoolzeit galt Peppers als einer der besten Spieler seinen Jahrgangs landesweit. Letzten Endes entschied er sich, ein Stipendium der University of Michigan anzunehmen, um für das Team der Michigan Wolverines Football zu spielen. In seinem ersten Jahr kam er jedoch auch aufgrund einer Verletzung nur wenig zum Einsatz. In seinem 2. Jahr, diesmal mit Jim Harbaugh als neuem Head Coach, kam er sowohl in der Offense, als auch in der Defense und den Special Teams zum Einsatz. Er wurde unter anderem zum Big Ten Freshman of the Year gekürt und ins First-Team All Big Ten gewählt. Im darauffolgenden Jahr konnte er erneut überzeugen. So wurde er unter anderem Big Ten Defensive Player of the Year und Big Ten Linebacker of the Year, und zusätzlich wurde er erneut ins First-Team All Big Ten gewählt. Außerdem wurde er 5. in der Abstimmung um die Heisman Trophy, die von Lamar Jackson gewonnen wurde. Zusätzlich konnte er in seinem letzten Jahr mit seiner Mannschaft den Citrus Bowl gewinnen. Insgesamt spielte Peppers in seiner Collegezeit in 27 Spielen. In der Defense erreichte er 125 Tackles, 4 Sacks und eine Interception. In der Offense lief er 45 Mal mit dem Ball für 239 Yards und 5 Touchdowns, zusätzlich fing der den Ball 10 Mal für 82 Yards. Zusätzlich kam er in den Special Team sowohl als Kick- als auch als Punt-Returner zum Einsatz, insgesamt 58 Mal für 993 Yards und einen Touchdown.

## NFL

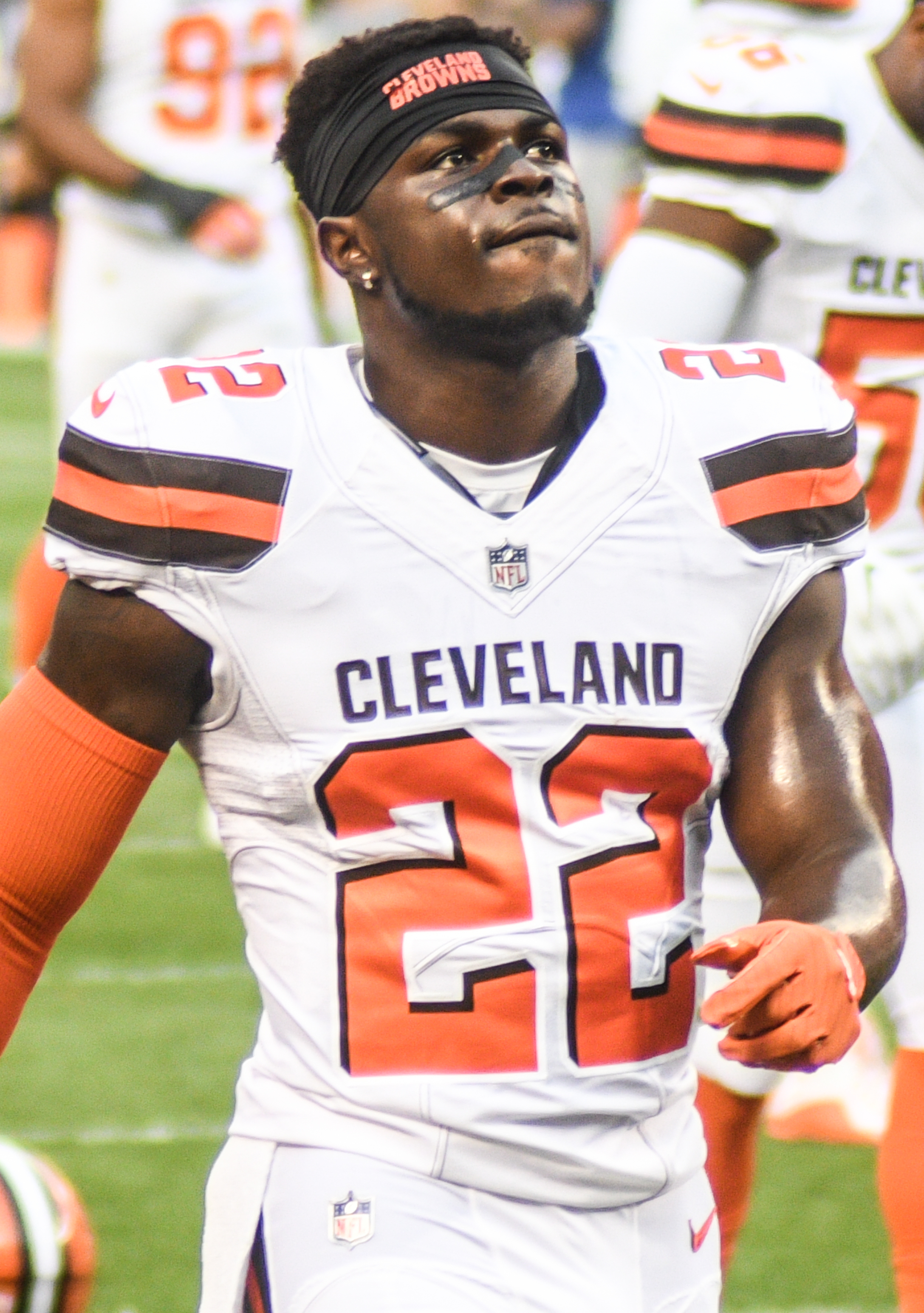
Jabrill Peppers für die Browns (2017)

### Cleveland Browns
Nach drei Jahren in Michigan entschied sich Peppers am NFL Draft 2017 teilzunehmen. Er wurde an 25. Stelle in der 1. Runde von den Cleveland Browns ausgewählt. Damit war er der 3. Safety des Drafts nach Jamal Adams und Malik Hooker. Direkt in seinem ersten Jahr wurde er Stammspieler als Safety und gab am 10. September 2017 bei der 18:21-Niederlage gegen die Pittsburgh Steelers sein Debüt. Seine erste Interception fing er erneut gegen die Pittsburgh Steelers, diesmal am 17. Spieltag bei der 24:28-Niederlage von Quarterback Landry Jones. In seinem 1. Jahr in der NFL kam er bei den Browns in nahezu allen Spielzügen der Defense und der Hälfte der Spielzüge der Special Teams zum Einsatz, mit Ausnahme des 7. und 8. Spieltags, als er verletzt war. Er beendete das Jahr mit 58 Tackles und einer Interception in der Defense, zusätzlich kam er auf 14 Kick-Returns für 318 Yards und 30 Punt-Returns für 180 Yards. In seinem 2. Jahr kam er in jedem Spiel für die Browns zum Einsatz. Am 15. Spieltag konnte er beim 17:16-Sieg gegen die Denver Broncos seinen ersten Sack an Quarterback Case Keenum verzeichnen. Des Weiteren konnte Peppers in dem Spiel einen Pass von ihm intercepten. Insgesamt kam er in der Defense zu 79 Tackles und einer Interception und in den Special Teams zu 19 Kick-Returns für 408 Yards und 25 Punt-Returns für 219 Yards.

### New York Giants
Am 13. März 2019 wurde Peppers zusammen mit Kevin Zeitler, einem Erstrunden- und einem Drittrundendraftpick der Browns im Tausch gegen Odell Beckham Jr. und Olivier Vernon zu den New York Giants getradet. Auch dort wurde er direkt Stammspieler, wird allerdings fast nur noch in der Defense und nicht mehr in den Special Teams eingesetzt. Sein Debüt für die Giants gab er am 1. Spieltag der Saison 2019 bei der 17:35-Niederlage gegen die Dallas Cowboys. Am 4. Spieltag fing er seine erste Interception für die Giants beim 24:3-Sieg gegen die Washington Redskins. Diese konnte er direkt zu seinem ersten Touchdown in der NFL zurücktragen. Am 6. Spieltag hatte er bei der 14:35-Niederlage gegen die New England Patriots sein erstes Spiel mit 10 Tackles. Beim Spiel gegen die Chicago Bears am 11. Spieltag verletzte er sich jedoch und verpasste die restliche Saison. Er kam auf insgesamt 76 Tackles und eine Interception. Auch in der Saison 2020 wurde er wieder Stammspieler der Giants, auch wieder teilweise in den Special Teams. So konnte er am 9. Spieltag beim 23:20-Sieg gegen das Washington Football Team einen Pass von Alex Smith intercepten; am 14. Spieltag erreichte er bei der 7:26-Niederlage gegen die Arizona Cardinals 13 Tackles, bis dato seine Karrierehöchstleistung. In der Saison 2021 war Peppers zunächst Starter in der Defense der Giants und war daneben auch als Punt Returner aktiv. Am 7. Spieltag beim 25:3-Sieg gegen die Carolina Panthers einen Sack an Quarterback Sam Darnold verzeichnen. Im selben Spiel zog er sich jedoch eine Verletzung zu, sodass er auf die Injured Reserve Liste gesetzt wurde und den Rest der Saison verletzt ausfiel.

### New England Patriots
Am 4. April 2022 unterschrieb er einen Einjahresvertrag bei den New England Patriots. Dort gab er direkt am 1. Spieltag der Saison 2022 bei der 7:20-Niederlage gegen die Miami Dolphins sein Debüt für seinen neuen Verein. Am 3. Spieltag stand er bei der 26:37-Niederlage gegen die Baltimore Ravens erstmals in der Startformation der Patriots und konnte insgesamt sogar sieben Tackles verzeichnen. Diesen Wert konnte er lediglich am 17. Spieltag beim 23:21-Sieg gegen die Dolphins noch einmal übertreffen, als ihm acht Tackles gelangen. Obwohl Peppers hinter den anderen Safeties Devin McCourty, Kyle Dugger und Adrian Phillips nicht über die Rolle eines Backups in der Defense der Patriots hinaus und nur fünfmal in deren Startformation stand, kam er dennoch zu regelmäßigen Spielzeiten in der Defense und in den Special Teams und konnte als Backup durchaus überzeugen.
Im März 2023 unterschrieb Peppers einen neuen Vertrag über zwei Jahre bei den Patriots. Dort entwickelte er sich in der Saison 2023 zum Stammspieler als Safety neben Dugger. Am 7. Spieltag konnte er beim 29:25-Sieg gegen die Buffalo Bills eine Interception von Josh Allen fangen. Bei der 7:10-Niederlage gegen die New York Giants gelang ihm ein Sack an Tommy DeVito. Beim 21:18-Sieg gegen die Pittsburgh Steelers zwei Wochen später konnte er schließlich seine zweite Interception der Saison fangen, wodurch er einen neuen Saisonbestwert aufstellte, außerdem verzeichnete er die meisten Interceptions seiner Mannschaft in der Saison zusammen mit Dugger und Jahlani Tavai. Daraufhin unterschrieb er vor der Saison 2024 einen neuen Vertrag über drei Jahre bei den Patriots. Er ging erneut als Starter in die Saison. Am 5. Oktober 2024 wurde er jedoch wegen Vorwürfen der häuslichen Gewalt vorläufig festgenommen. Wenige Tage später wurde er auf die Commissioner's exempt list gesetzt und kam daraufhin bis zum 25. November, als sein Name wieder von der Liste entfernt wurde, nicht zum Einsatz. Daneben war er in der Saison von Verletzungen geplagt und kam deswegen nur zu sechs Einsätzen für die Patriots.

## Privates
Am 5. Oktober 2024 wurde Peppers aufgrund von Vorwürfen der häuslichen Gewalt und des Drogenbesitzes in seinem Haus vorläufig festgenommen. Im wird vorgeworfen, seine Freundin mehrfach gewürgt, zu Boden gestoßen und ihren Kopf gegen eine Wand geschlagen zu haben. Nachdem die Polizei gerufen wurde, fanden diese bei Peppers außerdem Kokain. Er wurde kurz später aus dem Gefängnis entlassen. Am 22. Januar 2025 startete das Gerichtsverfahren.

## Karrierestatistiken
| Legende | Legende             |
| ------- | ------------------- |
| Fett    | Karrierehöchstwerte |

| Saison                             | Team             | Spiele | Spiele  | Tackles | Tackles | Tackles | Tackles | Interceptions | Interceptions | Interceptions | Interceptions | Interceptions | Interceptions | Returning | Returning | Returning | Fumbles | Fumbles | Fumbles |
| Saison                             | Team             | Gesamt | Starter | Gesamt  | Solo    | Assist  | Sacks   | PD            | Int           | Yards         | Durchschnitt  | Lang          | TD            | Anzahl    | Yards     | TD        | FF      | FR      | TD      |
| ---------------------------------- | ---------------- | ------ | ------- | ------- | ------- | ------- | ------- | ------------- | ------------- | ------------- | ------------- | ------------- | ------------- | --------- | --------- | --------- | ------- | ------- | ------- |
| 2017                               | Browns           | 13     | 13      | 58      | 45      | 13      | 0,0     | 3             | 1             | 0             | 0,0           | 0             | 0             | 44        | 498       | 0         | 0       | 1       | 0       |
| 2018                               | Browns           | 16     | 16      | 79      | 52      | 27      | 1,0     | 5             | 1             | 0             | 0,0           | 0             | 0             | 44        | 627       | 0         | 0       | 3       | 0       |
| 2019                               | Giants           | 11     | 11      | 76      | 51      | 25      | 0,0     | 5             | 1             | 32            | 32,0          | 32            | 1             | 5         | 72        | 0         | 3       | 0       | 0       |
| 2020                               | Giants           | 15     | 14      | 91      | 57      | 34      | 2,5     | 11            | 1             | 6             | 6,0           | 6             | 0             | 15        | 187       | 0         | 1       | 1       | 0       |
| 2021                               | Giants           | 6      | 5       | 29      | 19      | 10      | 1,0     | 1             | 0             | 0             | 0,0           | 0             | 0             | 9         | 58        | 0         | 0       | 0       | 0       |
| 2022                               | Patriots         | 17     | 5       | 60      | 35      | 25      | 0,0     | 0             | 0             | 0             | 0,0           | 0             | 0             | 0         | 0         | 0         | 0       | 1       | 0       |
| 2023                               | Patriots         | 15     | 15      | 78      | 52      | 26      | 1,0     | 8             | 2             | 34            | 17,0          | 33            | 0             | 4         | 26        | 0         | 1       | 1       | 0       |
| 2024                               | Patriots         | 6      | 6       | 40      | 20      | 20      | 0,0     | 2             | 1             | 0             | 0,0           | 0             | 0             | 0         | 0         | 0         | 1       | 0       | 0       |
| Gesamte Karriere                   | Gesamte Karriere | 99     | 85      | 511     | 331     | 180     | 5,5     | 35            | 7             | 72            | 10,3          | 33            | 1             | 121       | 1468      | 0         | 6       | 7       | 0       |
| Quelle: pro-football-reference.com |                  |        |         |         |         |         |         |               |               |               |               |               |               |           |           |           |         |         |         |